# Oscar Carré
Oscar Carré (Halberstadt, 22 december 1845 - Kopenhagen, 29 juni 1911) was een zoon van Wilhelm Carré en de Nederlandse paardrijdster Cornelia Adriana de Gast (artiestennaam: Kätchen Carré). Oscar was verantwoordelijk voor de bouw van het beroemde Circustheater Carré aan de Amstel in Amsterdam.

## Leven en werk

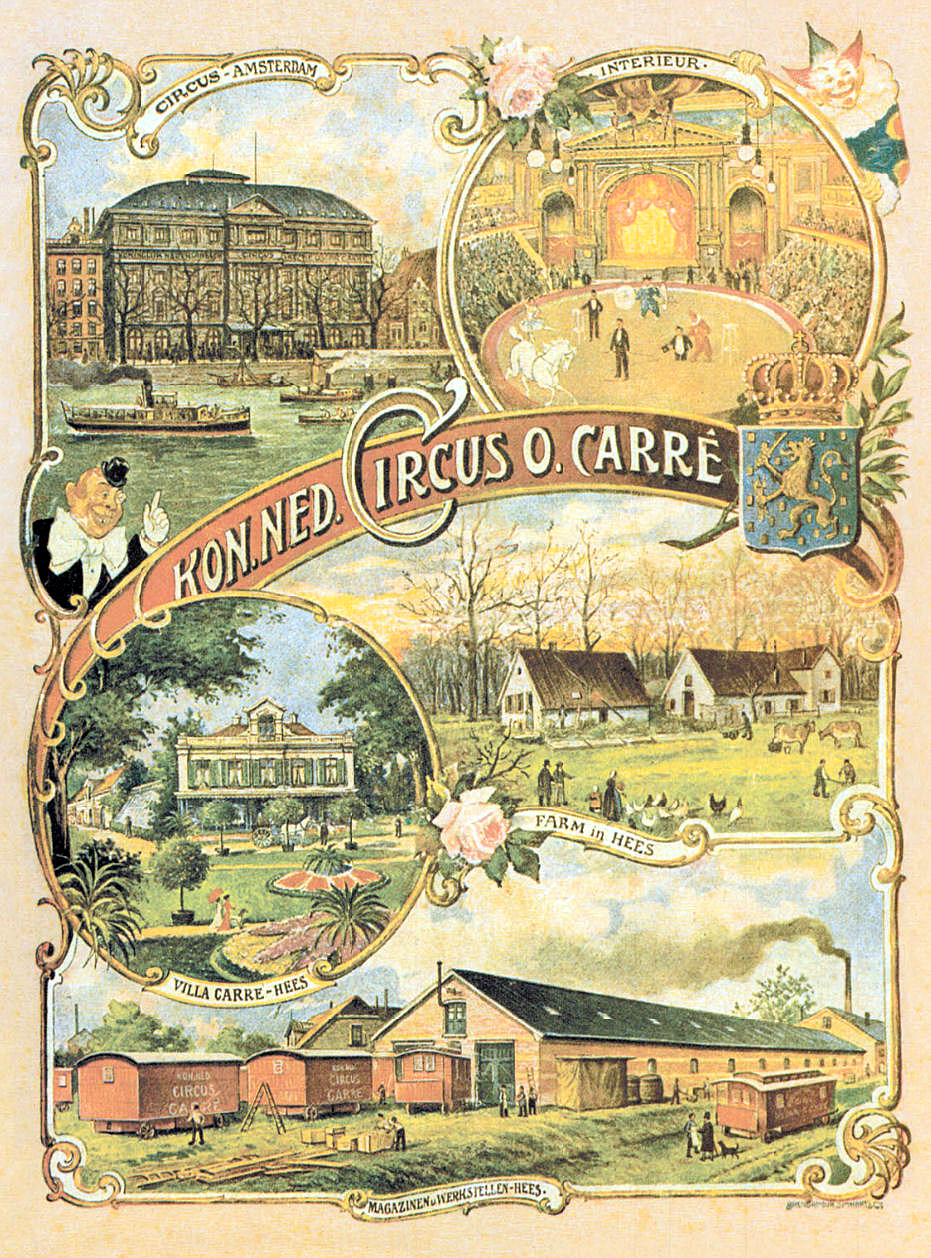
Een replica met foto's van de verschillende onderdelen van het Koninklijk Nederlands Circus O.Carré: Villa Carré Hees, Farm in Hees, Magazijn en werkstellen Hees en het Circus Amsterdam met interieur dat in 1887 werd gebouwd.

Carré was lid van een Duitse circusfamilie. In 1863 kwam de familie Carré naar Nederland. Oscar nam in 1869 het stokje van zijn vader over. Hij bouwde het circus uit tot een groot succes en liet enkele vaste circustheaters bouwen, eerst in Wenen (1873) en in Keulen (1878) en ten slotte ook in Amsterdam. Naast Duits, Engels en Russisch sprak hij ook vlot Nederlands.

### Amsterdam
Carré maakte aanvankelijk gebruik van een houten circusgebouw, dat in 1880 op last van de gemeente wegens brandgevaar moest worden afgebroken. Carré besloot een stenen circusgebouw op te richten, maar pas na jarenlang ambtelijk touwtrekken kreeg hij in 1886 de vereiste bouwvergunning. Via obligaties lukte het hem de benodigde bouwsom van 300.000 gulden bijeen te krijgen; in april 1887 werd met heien begonnen en reeds 8 maanden later kon het gebouw worden opgeleverd. Op 2 december 1887 werd het Circus Carré theater in Amsterdam door Oscar geopend. In dit theater werden tijdens de jaarlijkse kermis paardenshows te geven. 
Carré bleef ook in het buitenland optreden, waarvoor hij zijn hele circus met een eigen trein vervoerde. De trein kwam op 22 mei 1891 in Kirchlengern in Duitsland in frontale botsing met een andere passagierstrein, waarbij zijn vrouw Amalia om het leven kwam en twee van zijn kinderen alsook een van zijn ruiters zo zwaar gewond raakten dat zij niet meer konden optreden. Slechts vier dagen later trad Oscar noodgedwongen alweer met zijn circus op. 
De loopbaan van Carré wordt onder andere beschreven in het album "De bonte droom van het Circus", dat in 1956 in zeer grote oplage door het Nederlands Zuivelbureau werd uitgegeven en nog steeds antiquarisch te verkrijgen is. Hierin wordt onder andere verteld dat Carré in 1897 in Scheveningen, na het overlijden van zijn tweede vrouw en in het zicht van een faillissement (onder andere door toenemende concurrentie van het variété), niet kon verdragen dat zijn geliefde Trakehner hengsten in vreemde handen zouden komen, en dat hij ze daarom naar de duinen leidde en doodschoot. Aan de waarheid van dit verhaal wordt echter sterk getwijfeld, zoals in de documentaire ”Circushart”, op 24 december 2012 en 6 januari 2013 door de NTR uitgezonden, wordt beschreven.
Het verhaal gaat, dat keizerin Elisabeth van Oostenrijk paardrijlessen van hem kreeg toen ze in Nederland was voor behandeling van haar gewrichtsklachten in het op steenworp van het theater gelegen Amstel Hotel.

### Nijmegen
Meestal verbleef de familie van november tot april in Amsterdam in de woning boven het theater, daarna ging ze op tournee door heel Europa. Omstreeks de eeuwwisseling had Oscar Carré het landgoed Hees (Nijmegen) uitgezocht om na de tournees in de zomermaanden met het hele circus uit te rusten. In augustus 1901 kocht hij de villa Welgelegen, op de hoek Voorstadslaan-Dorpsstraat (Schependomlaan) en in de directe omgeving een boerderij en grond voor een manege.
Naast Café Juliana aan de Dorpsstraat liet Carré een grote manege bouwen voor maar liefst honderd paarden. Oude Nijmegenaren herinneren zich nog dat de familie op mooie zondagen met een mooi opgetuigd vierspan over de singels van de stad uit rijden ging. Circus Carré heeft maar betrekkelijk kort gebruik gemaakt van de stallen.

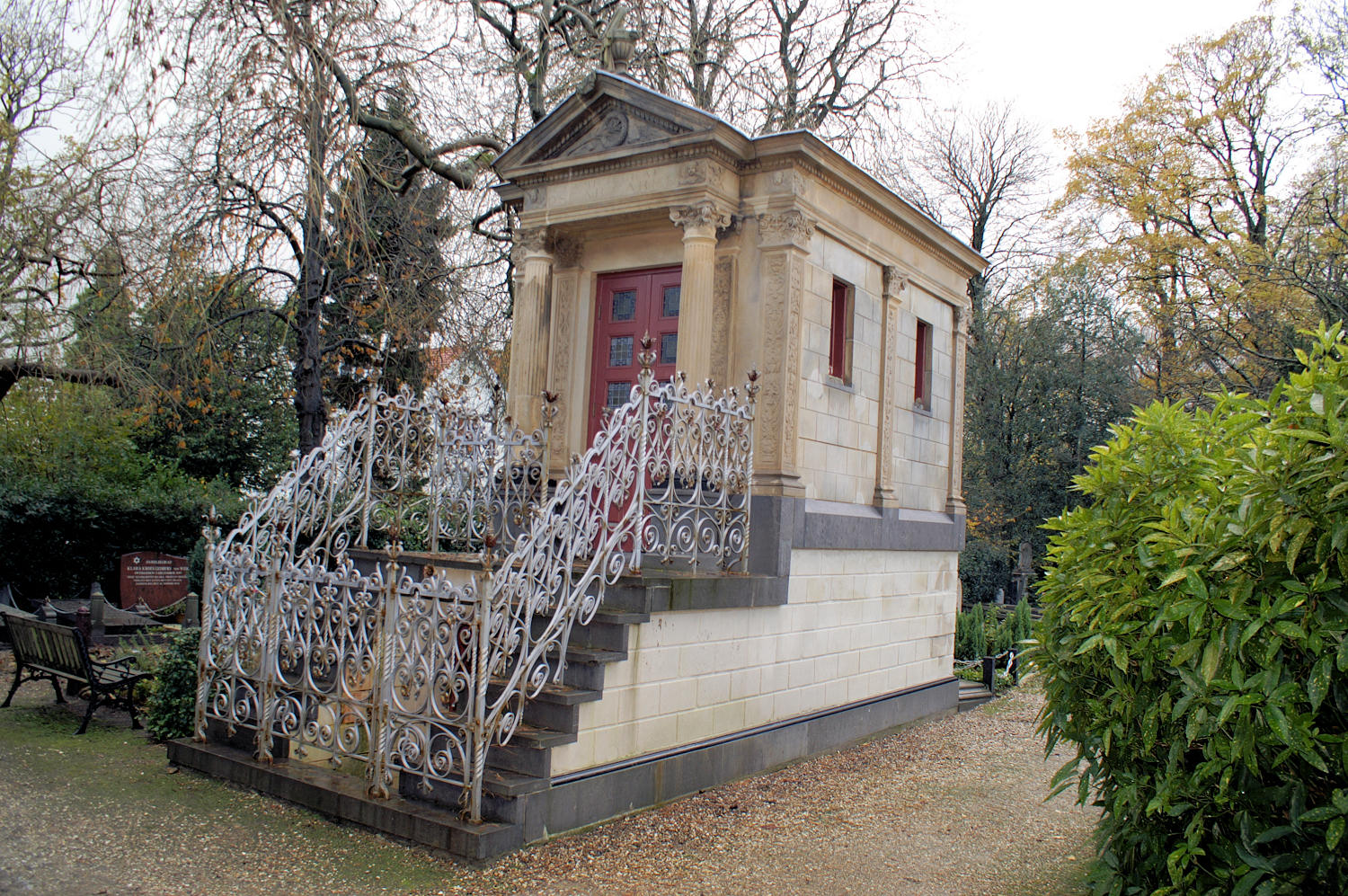
Mausoleum van Oscar Carré op begraafplaats Zorgvlied.

### Overlijden en erfenis
Oscar Carré kreeg toenemend gezondheidsproblemen en overleed in 1911 op 65-jarige leeftijd. Het circus beleefde zware tijden, onder andere door de opkomst van de bioscopen. Ironisch genoeg was Oscar Carré, naast circusdirecteur met een goed gevoel voor publiciteit en een fenomenaal paardendresseur, tevens filmpionier, die enkele van de oudste Nederlandse filmbeelden (onder andere de inhuldiging van Koningin Wilhelmina in 1898) op zijn naam heeft staan. Het circus ging uiteindelijk alsnog failliet, maar het werk van Oscar werd door zijn nakomelingen voortgezet en zijn kleinzoon en achterkleindochter treden nog steeds op.
Het gebouw in Nijmegen (Hees) kreeg al snel na Oscars dood in 1911 andere bestemmingen, zoals opslagloods, steenfabriek, garagebedrijf en automaterialenhandel. In 2008 maakten de ‘stallen van Carré’ plaats voor een wooncomplex.

## Vernoemingen
Behalve de Oscar Carré Trofee is in de Amsterdamse Pijp een basisschool naar hem vernoemd.